# Proclamation royale de 2003

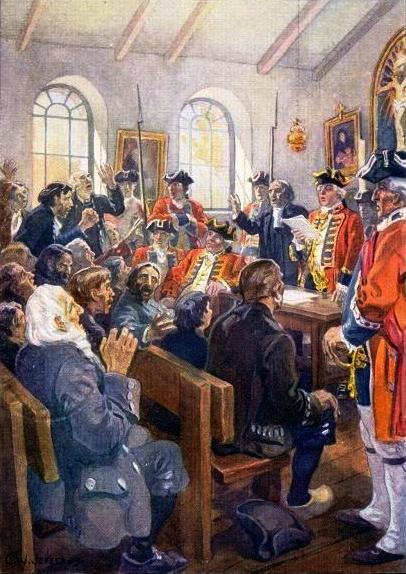
Lecture de l'ordre de déportation à un groupe d'Acadiens en 1755.

La Proclamation royale de 2003 (nom officiel: Proclamation désignant le 28 juillet de chaque année, à compter de 2005 « Journée de commémoration du Grand Dérangement »), est une proclamation émise par la reine Élisabeth II reconnaissant les faits historiques de la Déportation des Acadiens et de ses conséquences tragiques.

## Contexte
La Déportation des Acadiens eut lieu entre 1755 et 1763 et consista en l'expropriation massive et la déportation des Acadiens hors de la Nouvelle-Écosse par les Britanniques. Des exilés de Philadelphie, en Pennsylvanie envoyèrent une pétition en 1763 au roi George III[réf. nécessaire]. Puisque le roi ne répondit jamais à la pétition, Warren A. Perrin, un avocat et militant cadien originaire d'Erath, en Louisiane, remit la pétition à l'ordre du jour et menaça de poursuivre le Royaume-Uni si le gouvernement n'y donnait pas suite.[réf. nécessaire]
Après treize ans de discussions, Perrin, désormais président du CODOFIL, ainsi que ses partisans aux États-Unis et au Canada, persuada Élisabeth II, en tant que Reine du Canada, d'émettre une proclamation royale reconnaissant les événements du Grand Dérangement et ses conséquences sur les Acadiens.[réf. nécessaire] Elle fut signée par Adrienne Clarkson.

## Texte de la Proclamation
Proclamation désignant le 28 juillet de chaque année, à compter de 2005 « Journée de commémoration du Grand Dérangement »
ADRIENNE CLARKSON
[L.S.]
Canada
Elizabeth Deux, par la Grâce de Dieu, REINE du Royaume-Uni, du Canada et de ses autres royaumes et territoires, Chef du Commonwealth, Défenseur de la Foi.
À tous ceux à qui les présentes parviennent ou qu’elles peuvent de quelque manière concerner,
Salut :
Sous-procureur général du Canada
MORRIS ROSENBERG
Proclamation
Attendu que les Acadiens, par la vitalité de leur communauté, contribuent de façon remarquable à la société canadienne depuis près de quatre cents ans; 
Attendu que, le 28 juillet 1755, la Couronne, dans le cadre de l’administration des affaires de la colonie britannique de la Nouvelle-Écosse, a pris la décision de déporter les Acadiens;
Attendu que la déportation du peuple acadien, communément appelée le Grand Dérangement, s’est poursuivie jusqu’en 1763 et a eu des conséquences tragiques, plusieurs milliers d’Acadiens ayant péri par suite de maladies, lors de naufrages, dans leurs lieux de refuge, dans les camps de prisonniers de la NouvelleÉcosse et de l’Angleterre ainsi que dans les colonies britanniques en Amérique;
Attendu que Nous reconnaissons les faits historiques mentionnés précédemment ainsi que les épreuves et souffrances subies par les Acadiens lors du Grand Dérangement;
Attendu que Nous souhaitons que les Acadiens puissent tourner la page sur cette période sombre de leur histoire;
Attendu que, en vertu de la Constitution du Canada, le Canada n’est plus une colonie britannique mais un État souverain;
Attendu que, lorsque le Canada est devenu un État souverain, la Couronne du chef du Canada et des provinces a succédé à la Couronne du chef du Royaume-Uni dans ses pouvoirs et prérogatives à l’égard du Canada;
Attendu que Nous sommes, à titre de Reine du Canada, investie du pouvoir exécutif en vertu de la Constitution du Canada;
Attendu que Notre présente Proclamation ne constitue d’aucune façon une reconnaissance de responsabilité juridique ou financière de la part de la Couronne du chef du Canada et des provinces et qu’elle ne constitue d’aucune façon une reconnaissance d’un quelconque droit ou d’une quelconque obligation
d’une personne ou d’un groupe de personnes, ni n’a d’incidence sur un tel droit ou une telle obligation;
Attendu que, par le décret C.P. 2003-1967 du 6 décembre 2003, la gouverneure en conseil a ordonné que soit prise une proclamation désignant le 28 juillet de chaque année, à compter de 2005, comme « Journée de commémoration du Grand Dérangement », 
Sachez que, sur et avec l’avis de Notre Conseil privé pour le Canada, Nous, par Notre présente Proclamation, laquelle prend effet le 5 septembre 2004, désignons le 28 juillet de chaque année, à compter de 2005, comme « Journée de commémoration du Grand Dérangement ».
De ce qui précède, Nos féaux sujets et tous ceux que les présentes peuvent concerner sont par les présentes requis de prendre connaissance et d’agir en conséquence.
En Foi de Quoi, Nous avons fait publier Notre présente Proclamation et y avons fait apposer le grand sceau du Canada. Témoin : Notre très fidèle et bien-aimée Adrienne Clarkson, Chancelière et Compagnon principal de Notre Ordre du Canada, Chancelière et Commandeur de Notre Ordre du Mérite militaire, Chancelière et Commandeur de Notre Ordre du mérite des corps policiers, Gouverneure générale et Commandante en chef
du Canada.
À Notre Hôtel du Gouvernement, en Notre ville d’Ottawa, ce dixième jour de décembre de l’an de grâce deux mille trois, cinquante-deuxième de Notre règne.
Par ordre,
Sous-registraire général du Canada
JEAN-CLAUDE VILLIARD